# نیروگاه هسته‌ای بلن
نیروگاه هسته‌ای بلن (به لاتین: Belene Nuclear Power Plant) یک نیروگاه هسته‌ای و منطقهٔ مسکونی در بلغارستان است که در بلنه واقع شده‌است.